# Catch a Fire
Albums de The Wailers
The Best of the Wailers
(1971) Burnin'
(1973)
Catch a Fire est le premier album enregistré par les Wailers (Bob Marley, Peter Tosh, Bunny Livingston, Aston et Carlton Barrett) pour Chris Blackwell. Il est le premier véritable album du groupe, enregistré comme tel, et non une compilation de singles. Enregistré à Kingston en octobre 1972, il fut entièrement mixé en novembre aux studios Island, à Londres, par John « Rabbit » Bundrick, qui ajouta de nombreux « overdubs ».
Malgré l'absence de promotion et des ventes au départ très modestes, quatorze mille exemplaires de Catch a Fire se vendirent la première année.
Linton Kwesi Johnson écrivit plus tard : 

« Catch a Fire a créé à lui tout seul un nouveau type de musique jamaïcaine. Avec d'autres caractéristiques, un son différent… que je ne peux décrire que par le terme « reggae international ». Il intègre des éléments provenant de diverses musiques populaires internationales, du rock, de la soul, du blues, du funk. Ces éléments en ont facilité l'acceptation par le marché international… Au lieu de mettre l'accent sur le couple basse-batterie, le mixage de cet album est plus aigu, moins lourd. L'emphase est plutôt placée sur les guitares et autres instruments d'appoint. Jamais un enregistrement de reggae jamaïcain ne s'était si ouvertement approprié les sons électroniques de la musique moderne. »

En 2010 l'album a reçu le Grammy Hall of Fame Award.

## Titres
Face A
1. Concrete Jungle (Marley) 4:13
2. Slave Driver (Marley) 2:54
3. 400 Years (Tosh) 2:45
4. Stop That Train (Tosh) 3:54
5. Baby We've Got A Date (Rock It Baby) (Marley) 3:55

Face B
1. Stir It Up (Marley) 5:32
2. Kinky Reggae (Marley) 3:37
3. No More Trouble (Marley) 3:58
4. Midnight Ravers (Marley) 5:08

High Tide Or Low Tide et All Day All Night, les deux titres écartés lors de la sortie de l'album, furent ajoutés à l'édition CD de 2001.

## Editions
- Album original (LP / CD) - Tuff Gong/Island - 1973
- Edition remasterisée avec 2 bonus tracks (CD) - Tuff Gong/Island - 2001
- Edition "Deluxe" comprenant la version Jamaicaine non remixée pour Island (2CD) - Tuff Gong / Island - 2001
- "Classic Albums" (DVD) : documentaire sur le making-off de l'album - Eagle Vision - 2000

## Musiciens
- Voix, guitare acoustique : Bob Marley
- Voix, piano, orgue, guitare : Peter Tosh
- Voix, congas, bongos : Bunny Wailer
- Basse : Aston « Family Man » Barrett
- Batterie : Carlton « Carlie » Barrett
- lead guitar on "concrete jungle" Wayne Perkins
- Basse sur "concrete jungle" Robbie Shakespeare
- Batteur sur "Stir it up" Winston sparrow Martin
- Guitare rythmique Alva "reggie" Lewis
- Orgue et piano Earl "wire" Lindo

## Anecdote
L'édition vinyle était vendue dans une pochette articulée représentant un briquet Zippo.

## Classements
| Classement (1975)                 | Meilleure position |
| --------------------------------- | ------------------ |
| États-Unis (Billboard 200)        | 171                |
| États-Unis (Billboard R&B Albums) | 51                 |

| Classement (2001)                        | Meilleure position |
| ---------------------------------------- | ------------------ |
| États-Unis (Billboard Top Reggae Albums) | 1                  |
| France (SNEP)                            | 104                |

## Certifications
| Pays              | Certification | Date         | Unités certifiées |
| ----------------- | ------------- | ------------ | ----------------- |
| France (SNEP)     | Or            | 4 avril 1992 | 100 000           |
| Royaume-Uni (BPI) | Or            | 20 mars 2020 | 100 000           |